# 159 (szám)
A 159 (százötvenkilenc) a 158 és 160 között található természetes szám.
A 159 előáll három egymást követő prímszám összegeként: 47 + 53 + 59
A 159 egy Woodall-szám.
Az osztók: 1, 3, 53, 159